# 21623 Albertshieh
A 21623 Albertshieh (ideiglenes jelöléssel 1999 LS24) a Naprendszer kisbolygóövében található aszteroida. A LINEAR projekt keretében fedezték fel 1999. június 9-én.